# Karl Frech

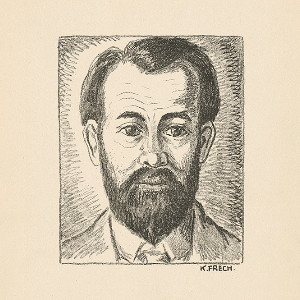
Karl Frech, Selbstporträt

Hugo Karl Frech (* 9. September 1883 in Gaisburg, Württemberg; † 27. Juli 1945 auf der Flucht in einem Lager bei Steyr, Oberösterreich) war ein deutscher  Kunstmaler, Zeichner und Graphiker.

## Leben
Über seine Abstammung und Kindheit ist nichts bekannt. Seine erste Ausbildung im Fach Lithographie erhielt Frech beim renommierten Schreiber-Verlag in Esslingen am Neckar, welcher damals eine bedeutende graphische Kunstanstalt darstellte. Zwischen 1903 und 1905 besuchte er die Fachschule für graphische Kunst und die Kunstgewerbeschule in Stuttgart. Danach studierte er an den Kunstakademie von Karlsruhe. Unterricht erteilte ihm auch der bekannte deutsche Kunstmaler Hans Thoma. Ausgedehnte Reisen durch Europa schlossen sich an; besonders Italien und Schweden waren Länder, die ihn künstlerisch stark beeindruckten. Einen Meilenstein in seinem Leben war eine Bahnfahrt nach Tirol: während dieser Fahrt lernte er im Zug seine zukünftige Frau, die Preßburger 'Weingärtnerstochter' Rosina Albrecht kennen, die sich auf einer Urlaubsreise nach Tirol befand. Im Jahre 1914 zog er nach Preßburg und am 15. Februar 1915 fand die Hochzeit statt. Seinen Militärdienst absolvierte er während des Ersten Weltkrieges als Sanitäter in Lazarettzügen.

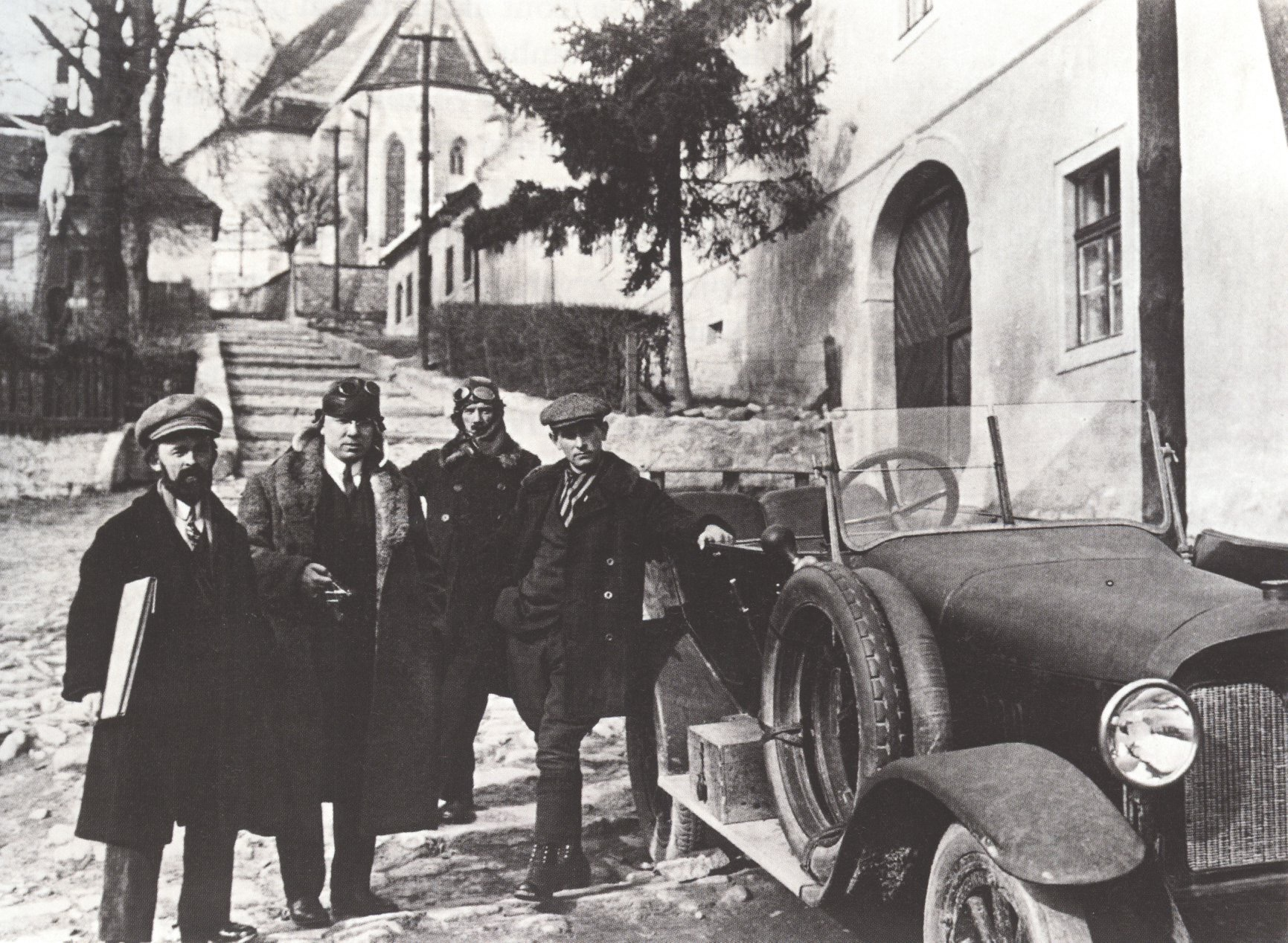
Persönlichkeiten der Stadt Preßburg (v. l. n. r.) Karl Frech, Dr. Ovidius Faust, Josef Hofer, junger Mann (unbekannt) in St. Georgen etwa im Jahre 1928

Nach dem Krieg entwickelte Frech in Preßburg (heute Bratislava) eine ausgeprägte künstlerische Tätigkeit, trat den bereits 1895 gegründeten Preßburger Kunstverein bei und war einer der bedeutendsten Vertreter der Kunstszene Preßburgs zwischen den beiden Weltkriegen. In der Galerie der Stadt Bratislava (slow. Galéria mesta Bratislavy) werden heute etwa 700 Kunstwerke von Frech aufbewahrt. Seine Gemälde, Aquarelle, Zeichnungen und Graphiken besitzen nicht nur einen hohen künstlerischen Wert, sondern sind wertvolle Zeitdokumente, in denen das ursprüngliche Gesicht vieler Teile Preßburgs festgehalten wird, die längst nicht mehr existieren oder grundlegend verändert wurden.
Frech war auch ein begabter Illustrator in Zeitschriften und Büchern. Nachdem er den damaligen Herausgeber der Preßburger Zeitung Carl Angermayer kennen lernte, wurde er Mitarbeiter dieses Blattes. Regelmäßig wurden von ihm Beiträge in der Preßburger Zeitung aber auch im 'Grenzboten' illustriert. Auch illustrierte er nahezu sämtliche Bücher des Preßburger Autors Karl Benyovszky; zahlreiche Illustrationen sind auch in der zweibändigen Geschichte der Stadt Preßburg von Emil Portisch zu finden.

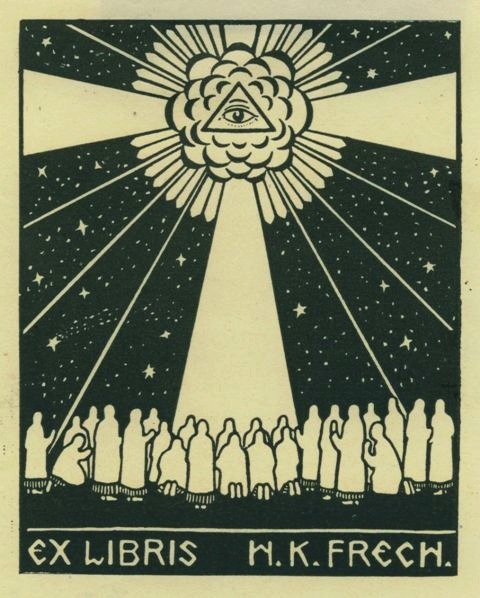
Exlibris von Frech

Von großer Bedeutung ist auch sein umfangreiches Exlibriswerk, welches heute nahezu unerforscht ist. Viele bedeutende Persönlichkeiten der Stadt Preßburg (u. a. Dr. Ovidius Faust, Karl Benyovszky) erhielten von Frech entsprechende graphisch gestaltete Vorlagen. In der deutschsprachigen Exlibris-Literatur ist Frech nahezu unbekannt, was sicherlich bedauernswert ist.
Als Deutscher war auch Karl Frech von den Sanktionen der restaurierten Tschecho-Slowakei betroffen. Die Ankündigungen im Kaschaer Regierungsprogramm vom 5. April 1945 sowie die Beneš-Dekrete bezogen sich auch auf ihn. Seiner Heimat verlustig flüchtete er nach Österreich und starb auf der Flucht in einem Lager bei Steyr; seine sterblichen Überreste wurden auf den Friedhof in das benachbarte St. Ulrich gebracht, wo sich sein Grab auch heute noch befindet.
Karl Frech’s Witwe Rosina musste in Richtung Deutschland weiterziehen; im Herbst 1945 erreichte sie Memmingen, wo sie zuerst bei Verwandten ihres Mannes unterkam. Anschließend ließ sie sich in Esslingen nieder, wo sie am 21. April 1950 starb. Die Trauerrede sowie die Einsegnung wurde von Pfarrer Roland Steinacker vorgenommen.